# Ca la Magdalena (Amer)
Ca la Magdalena és una casa d'Amer (Selva) inclosa a l'Inventari del Patrimoni Arquitectònic de Catalunya.

## Descripció
Immoble de tres plantes, entre mitgeres, cobert amb una teulada a dues aigües de vessants a façana. Està ubicat al costat esquerre del carrer Font Alta.
La façana principal, que dona al carrer Font Alta, està estructurada intèrnament en dues crugies. La planta baixa consta de dues obertures, com són el portal d'accés d'arc carpanell rebaixat amb muntants de pedra i una gran obertura quadrangular irrellevant que exerciria les tasques de garatge.
En el primer pis trobem dues obertures rectangulars, les quals han estat projectades com a balconades amb les seves respectives baranes de ferro forjat. Unes baranes, per cert, bastant austeres i sòbries, com així ho evidencia la manca de trets ornamentals, com ara els cantos rodons, elements iconogràfics de tall vegetal, etc.
Pel que fa al segon pis, el qual segurament exerciria les tasques de golfes, trobem dues obertures irrellevants, ja que no han rebut cap tractament destacat ni singular.